# Turnbowara
× Turnbowara, (abreviado Tbwa) en el comercio, es un híbrido intergenérico entre los géneros de orquídeas Barkeria × Broughtonia × Cattleya. Fue publicado en Orchid Rev. 99(1177) cppo: 13 (1991).